# Kieżmarska Kazalnica

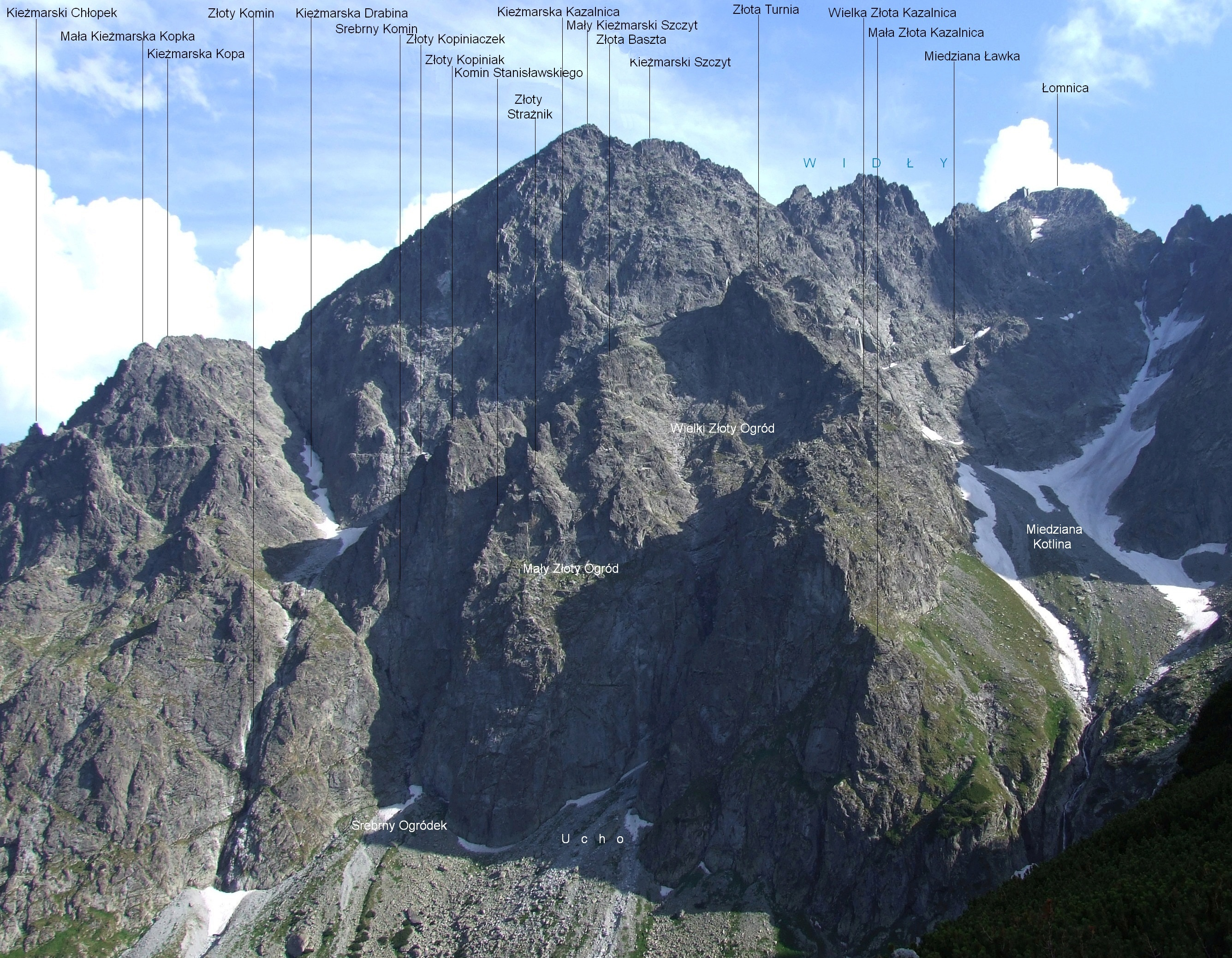

Kieżmarska Kazalnica (niem. Goldener Kamin, słow. Zlatý komín, węg. Arany-kémény) – granitowe urwisko na północnej ścianie Małego Kieżmarskiego Szczytu (Malý Kežmarský štít) w słowackich Tatrach Wysokich. Znajduje się w górnej części tej ściany, powyżej Niemieckiej Drabiny (Nemecký rebrík). Od dołu przypomina wielką turnię. Powyżej kulminacji Kieżmarskiej Kazalnicy znajduje się spora płaśń. Skośnie w dół opadają z niej dwa ciągi płaśni, żlebów i rynien oddzielające ograniczające boki Kieżmarskiej Kazalnicy. Są to:
- Pośrednia Srebrna Drabina – po lewej stronie (patrząc od dołu). Zaczyna się w dolnej części urwisk Kieżmarskiej Kazalnicy, biegnie równolegle do Niemieckiej Drabiny i uchodzi do Skrajnej Srebrnej Drabiny[3]
- Zadnia Srebrna Drabina – po prawej stronie. Zaczyna się nieco powyżej połowy wysokości urwisk Kieżmarskiej Kazalnicy (na Złotej Płaśni) i kończy powyżej Niemieckiej Drabiny[3].

„Złote” i „srebrne” nazewnictwo na północnej ścianie Małego Kieżmarskiego Szczytu związane jest z poszukiwaniem cennych kruszców w tym rejonie. Znana z poszukiwań złota w XVIII wieku była m.in. pochodząca z Kieżmarku rodzina szewców Fabri (Fabry). Złota nie znaleźli, znaleźli jednak rudę miedzi, którą następnie wydobywali. Polska nazwa turni nawiązuje do nazwy szczytu pod którym się znajduje, słowacka i niemiecka do złota.